# Gare de Reus-Bellissens
 (février 2023).
Si vous disposez d'ouvrages ou d'articles de référence ou si vous connaissez des sites web de qualité traitant du thème abordé ici, merci de compléter l'article en donnant les références utiles à sa vérifiabilité et en les liant à la section « Notes et références ».
La gare de Reus-Bellissens est une gare en projet à Reus, en Catalogne. Elle doit ouvrir ses portes en 2025 dans la partie sud de la ville.